# Copán Ruinas
Copán Ruinas es un municipio del departamento de Copán en la República de Honduras.

## Toponimia
Su nombre hace referencia a las Ruinas del Copán, un importante sitio arqueológico de la civilización maya.

## Límites
| Orientación | Límite                         |
| ----------- | ------------------------------ |
| Noroeste    | República de Guatemala         |
| Sur         | Departamento de Ocotepeque     |
| Este        | Municipio de Santa Rita, Copán |
| Este        | Municipio de Cabañas, Copán    |
| Noreste     | Municipio de El Paraíso, Copán |

## Historia
La fundación de la localidad esta ligada al centro arqueológico Copán, seguidamente fue fundada una aldea aledaña a dicho centro arqueológico.
El municipio de Copán Ruinas fue creado el primero de enero de 1893 durante la administración presidencial del general Ponciano Leiva Madrid, siendo su primer alcalde el señor Indalecio Guerra.
Para el año 1887 figuraba como aldea de Santa Rita dentro de su jurisdicción, mediante Decreto Legislativo Número 56, fechado el 21 de febrero de 1942, a solicitud de su alcalde, el señor Juan Ramón Cueva Villamil, se da el título de ciudad a Copán Ruinas.

## Población
La población de este municipio para el año 2015 era de  39.485 habitantes repartidos mayoritariamente por el área rural.

## Desarrollo socioeconómico
A simple vista, se podría pensar que Copán Ruinas es uno de los municipios más desarrollados del país, pues cuenta con el complejo arqueológico más turístico de Honduras. Sin embargo, la realidad de las comunidades que forman el municipio es muy diferente de lo que parece la ciudad de Copán Ruinas (centro administrativo y político del municipio de Copán Ruinas). La mayoría de la población vive de la agricultura de subsistencia o de la recolección de maíz, café y frijol.

### Índice de desarrollo humano
El IDH (índice de desarrollo humano) del Programa de Naciones Unidas para el Desarrollo del año 2003, correspondiente a Copán Ruinas, es de 0,503. Esto sitúa al municipio en la posición 244 dentro del país. La tasa de analfabetismo es de 60,8 % y la desnutrición asciende al 55,1 %.[cita requerida]
De manera general, los indicadores de desarrollo humano del municipio muestran el alto nivel de pobreza del mismo. La marginación del que han sido objeto estas comunidades ha dado como resultado una permanente situación de desnutrición, alta incidencia de enfermedades respiratorias y gastro-intestinales, mal de Chagas, etc. y por ende la muerte prematura especialmente de la población infantil.

## Turismo
En el municipio de Copán Ruinas, se pueden apreciar sus calles empedradas, casas post-coloniales, museos de arqueología maya, hoteles, hospedajes, locutorios, tiendas de artesanías (en barro, jade, piedra, telar, etc).

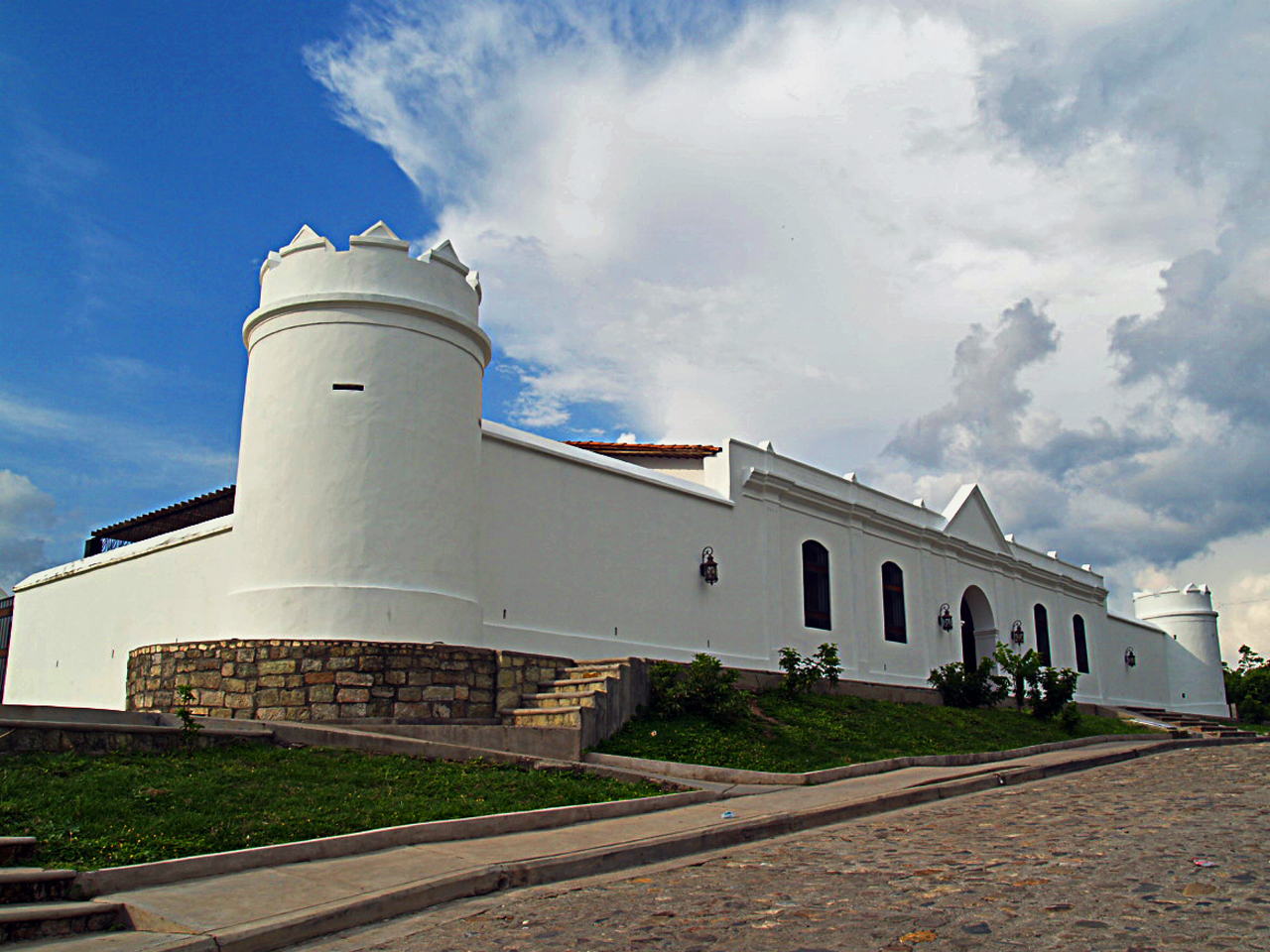
Vista parcial del Fuerte José Trinidad Cabañas.

#### Fuerte General José Trinidad Cabañas
El Fuerte Cabañas es una construcción militar edificado en 1940 y bautizado en honor del general José Trinidad Cabañas y construido para los ejércitos hondureños acantonados en Copán Ruinas con el fin de salvaguardar las fronteras occidentales del país en las postrimerías de la administración del doctor y general don Tiburcio Carias Andino.

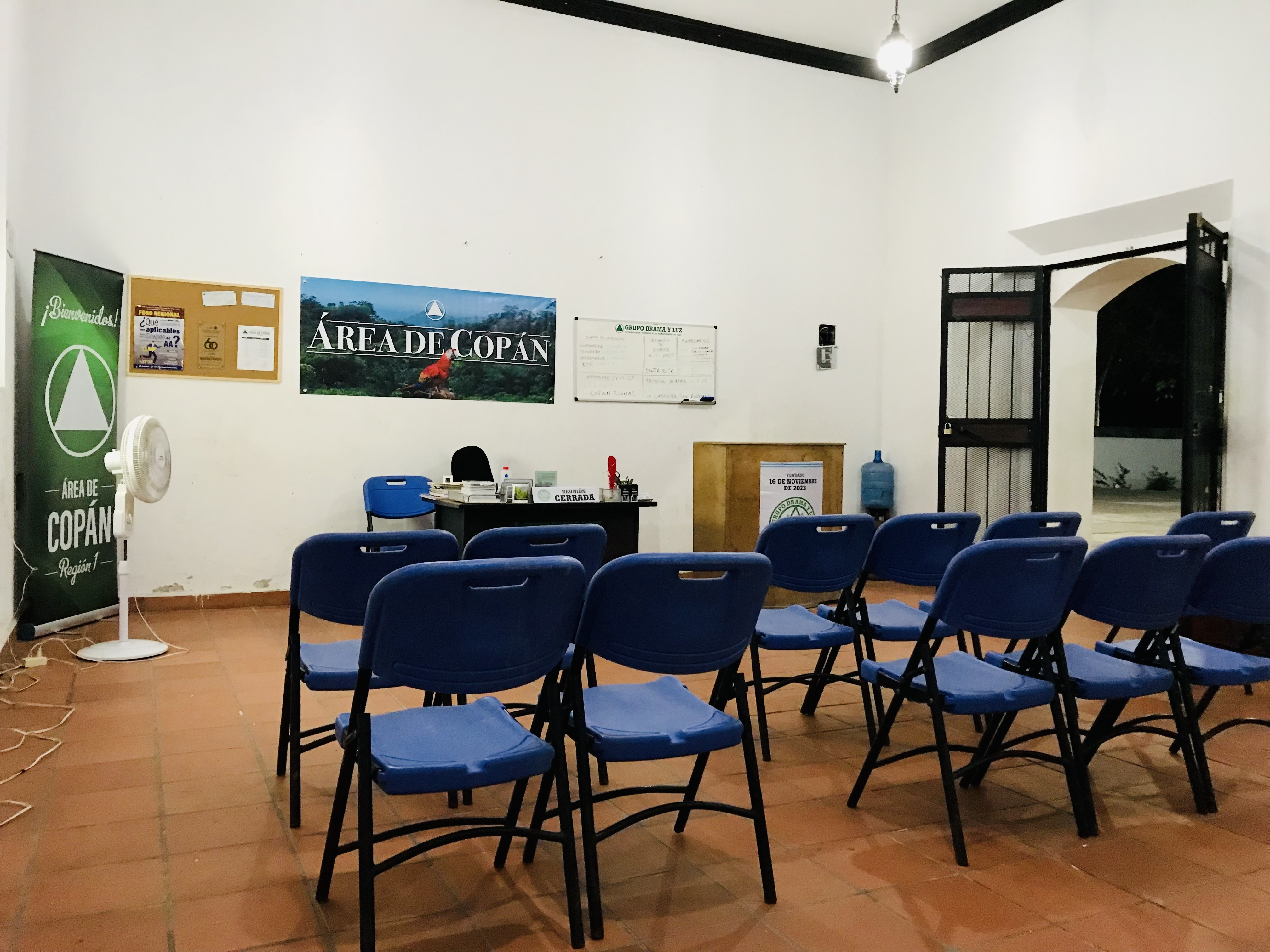
Vista interior Grupo Drama y Luz, Copán Ruinas.

El proyecto de restauración del Fuerte Cabañas, estuvo a cargo del Proyecto Valle de Copán con un costo aproximado de 8 millones de lempiras, manteniendo las paredes originales pintadas en color blanco, su parte frontal, torretas flanqueantes y el techado.
Este edificio aloja desde el año 2002 el Museo Interactivo de Aprendizaje Casa K’inich, que significa ‘Casa del Sol’. Dentro posee información de la cultura y sociedad maya, de su lengua y pronunciaciones dialectales, explicación del calendario maya y sistema de numeración, todo a cargo de la Asociación Copán.
Este edificio aloja desde el año 2023 el grupo de Alcohólicos Anónimos Drama y Luz.

## División Política
Aldeas: 50 (2013)
Caseríos: 152 (2013)
| Código | Aldea                  | Código | Aldea                  |
| ------ | ---------------------- | ------ | ---------------------- |
| 040401 | Copán Ruinas           | 040426 | El Triunfo             |
| 040402 | Agua Buena Arriba      | 040427 | Hacienda Grande        |
| 040403 | Agua Caliente          | 040428 | Jubucón                |
| 040404 | Barbasqueadero         | 040429 | La Esperanza           |
| 040405 | Boca del Monte         | 040430 | La Estanzuela          |
| 040406 | Buena Vista            | 040431 | La Laguna              |
| 040407 | Buenos Aires           | 040432 | Las Delicias           |
| 040408 | Carrizalón             | 040433 | Las Flores             |
| 040409 | Ceiba Primera          | 040434 | Los Arcos              |
| 040410 | Ceiba Segunda          | 040435 | Llanetillos            |
| 040411 | Colón Jubuco           | 040436 | Monte de los Negros    |
| 040412 | Corralito              | 040437 | Montecristo            |
| 040413 | El Cisne               | 040438 | Nueva Armenia          |
| 040414 | El Cordoncillo         | 040439 | Ostumin                |
| 040415 | El Chical              | 040440 | San Antonio Tapesco    |
| 040416 | El Chilar o Agua Zarca | 040441 | San Cristóbal          |
| 040417 | El Chispal             | 040442 | San Francisco          |
| 040418 | El Encino              | 040443 | San Isidro             |
| 040419 | El Horno               | 040444 | San Rafael             |
| 040420 | El Ocote               | 040445 | Santa Cruz de Virginia |
| 040421 | El Porvenir Primero    | 040446 | Santa Rosita           |
| 040422 | El Porvenir Segundo    | 040447 | Sesesmil Primero       |
| 040423 | El Quebracho           | 040448 | Sesesmil Segundo       |
| 040424 | El Salitrón            | 040449 | Unión Cedral           |
| 040425 | El Tesorito            | 040450 | Virginia N.º 1         |

- Agua Buena Primera
- Agua Buena Segunda
- Agua Fría
- Agua Sucia
- Alto Colón
- Brisas de San Juan
- Brisas del Norte
- Brisas del Valle
- Carrizalito
- Carrizalito N.º 2
- Castañales
- Choncó
- El Bonete
- El Caobal
- El Cedral Río Blanco
- El Níspero
- El Pinalito
- El Templador
- El Zapote
- La Moya
- La Vegona
- La Zona
- Los Amates
- Nueva Alianza
- Nueva Suyapa
- Nueva Virginia
- Pinabetal
- Plan del Danto
- Quebrada de Ramos
- Rincón del Buey
- Río Blanco
- San Antonio del Norte
- San Miguel Virginia
- San Lucas
- Sinaí, Chimichal
- San Juan Virginia
- Virginia Segunda

### Barrios y colonias
El Casco urbano del municipio de Copán Ruinas, se encuentra dividido en los siguientes, barrios y colonias: 
- El Centro,
- Buena Vista,
- La Tejera,
- San Pedrito,
- Villa Maruquita,
- El Calvario,
- Nueva Esperanza,
- El Progreso,
- Monte Fresco,
- Tierra Verde,
- Las Vegas,
- Brisas del Río
- Barrio Colombia
- Ostumán

los espiritus